# Sattajärvi (sjö i Rovaniemi)
Sattajärvi är en sjö i Finland. Den ligger i kommunen Rovaniemi i landskapet Lappland, i den norra delen av landet, 700 km norr om huvudstaden Helsingfors. Sattajärvi ligger 160,8 meter över havet. Sjön  ingår i Kemi älvs huvudavrinningsområde. 